# Tom Cribb

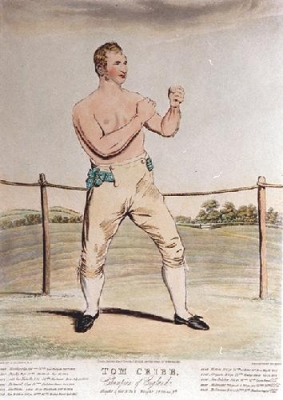
Tom Cribb

Tom Cribb (* 8. Juli 1781 in Hanaham, Gloucestershire; † 11. Mai 1848 in Woolwich, London) war ein englischer Bare-knuckle-Boxer im frühen 19. Jahrhundert und inoffizieller Schwergewichtsweltmeister.
Er schlug den Afroamerikaner Bill Richmond und in einem hart umkämpften Gefecht den Ex-Champ Jem Belcher 1807. 
Das Rematch im Jahr 1809 gewann Cribb, und er wurde daraufhin als Champion angesehen.
1810 nannte er sich nach einem Sieg über den ehemaligen amerikanischen Sklaven Tom Molineaux, dem ersten Schwarzen, der um eine Meisterschaft boxte, Weltmeister.
Für den Rückkampf bereitete er sich durch Konditionstraining vor, was damals eine Innovation war.
Tatsächlich konnte er seinen Kontrahenten, der die Anfangsphase dominiert hatte, genau dadurch besiegen.
1821 erhielt er bei seinem Rücktritt den ersten Meisterschaftsgürtel aus Löwenfell.
1991 fand Cribb Aufnahme in die International Boxing Hall of Fame.